# 詹弗兰科·罗西
詹弗兰科·罗西（Gianfranco Rosi，1964年11月30日—）是一名意大利电影导演，2013年他执导的纪录片《罗马环城高速》获得第70届威尼斯电影节最佳影片金狮奖。
2016年，詹弗兰科·罗西以难民纪录片《海上焰火》 （Fuocoammare）獲得第66屆柏林影展最佳影片金熊奖。

## 生平
他生于厄立特里亚首都阿斯马拉。在罗马和伊斯坦布尔长大，在意大利修习社会政治，1985年进入纽约大学电影学院学习。

## 电影作品
- 1993年 - Boatman
- 2001年 - Afterwords
- 2008年 - 負海拔（Below Sea Level）
- 2010年 - 殺手：164號房（意大利语：El sicario - Room 164）（El Sicario Room 164）
- 2013年 - 罗马环城高速（Sacro GRA）
- 2016年 - 海上火焰（Fuocoammare）
- 2020年 - 戰地夜曲（意大利语：Notturno (film 2020)）（Notturno）
- 2022年 - 在旅途中：方濟各的朝聖之旅（英语：In Viaggio: The Travels of Pope Francis）（In Viaggio）
- 2025年 - 雲層下（Sotto le nuvole）